# علامة القندس
علامة القندس هي رواية تاريخية للأطفال صدرت في فبراير عام 1983، من تأليف الكاتبة الأمريكية إليزابيث جورج سبير، وحازت على عدة جوائز أدبية مرموقة. وتُعد من أشهر وأبرز أعمالها في أدب الأطفال الأمريكي.
استوحت سبير فكرة الرواية من قصة واقعية اكتشفتها في مدينة ميلو، ولاية مين الأمريكية، عن صبي صغير تُرك بمفرده طوال الصيف في البرية، حيث كوّن صداقة فريدة مع فتى من السكان الأصليين يُدعى أتيان وجده ساكنيس. حولت الرواية لاحقًا إلى فيلم تلفزيوني بعنوان الوفاء بالوعد.

## ملخص القصة
تدور أحداث الرواية حول الشاب ماثيو جيمس، المعروف بلقب مات هالويل، وهو فتى أمريكي يبلغ من العمر ثلاثة عشر عامًا، عاش في القرن الثامن عشر. عمل مع والده على بناء كوخ خشبي في إحدى البراري بولاية مين، قبل أن يتركه والده وحيدًا في الغابة ليحمي الكوخ ويثبت حق العائلة في الأرض، بينما ذهب ليُحضر الأم والأخت والمولود الجديد من مدينة كوينسي بولاية ماساتشوستس.
خلال بقائه بمفرده في أعماق الطبيعة، يجد مات نفسه في صراع مع قسوة الحياة البرية. وبعد سلسلة من المواقف الصعبة، يتعرّف على فتى من السكان الأصليين يُدعى أتيان، والذي يساعده على تعلم مهارات العيش في الطبيعة. تنشأ بينهما صداقة غير مألوفة، ويتقارب مات مع عائلة أتيان شيئًا فشيئًا.
مع تسلل الخوف إلى قلب مات من احتمال ألا تعود عائلته أبدًا، تتعاظم وحدته ويشتد شعوره بالضياع، عرض عليه أتيان الانضمام إلى قبيلة القنادس والسفر معهم شمالًا، لتبدأ بذلك رحلة جديدة نحو فهم أعمق للانتماء، والثقافة، والهوية.

## الجوائز
- جائزة جوزيت فرانك لعام 1983.[1]
- جائزة كريستوفر 1984.[2]
- اختيار محرري قائمة الكتب لعام 1984.[3]
- قائمة هورن بوك الفخرية 1984.[4]
- جائزة سكوت أوديل للرواية التاريخية لعام 1984.[5]
- اقتباس كتاب الأطفال البارز من جمعية المكتبات الأمريكية لعام 1984.[3]
- اقتباس من جمعية المكتبات الأمريكية لعام 1984 لأفضل رواية للشباب.
- 1983–1984 جائزة يونغ هووسير للكتاب.
- أفضل كتاب في العام 1989 من صحيفة نيويورك تايمز .